# Маршалы (село)
Маршалы (укр. Маршали) — село,
Маршаловский сельский совет,
Недригайловский район,
Сумская область,
Украина.
Код КОАТУУ — 5923584001. Население по переписи 2001 года составляло 429 человек.
Является административным центром Маршаловского сельского совета, в который, кроме того, входит село
Полевое.

## Географическое положение
Село Маршалы находится в 1,5 км от правого берега реки Биж.
По селу протекает пересыхающий ручей с несколькими запрудами.
На расстоянии в 1,5 км расположены сёла Омельково, Полевое, Бижевка (Бурынский район) и Пасевины (Бурынский район).
Рядом проходит автомобильная дорога Т-2504.

## История
- Село Маршалы известно с XVIII века.

## Экономика
- Свинотоварная ферма.
- Агрофирма «Прогресс», ООО

## Объекты социальной сферы
- Школа I—II ст.
- Дом культуры.